# ALADIN
ALADIN (Aire Limitée, Adaptation Dynamique, Development International) je numerický model počasí, pomocí kterého se připravují krátkodobé předpovědi. Jde o systém diferenciálních rovnic, které popisují chování atmosféry na základě meteorologických měření. Řeší se na výkonných počítačích numerickými (přibližnými) metodami.

## Vývoj a budoucnost
Model vyvíjí od roku 1991 francouzská meteorologická služba Météo-France za spolupráce meteorologických služeb dalších zemí sdružených v konsorciu ALADIN. Jeho členy jsou kromě Francie ještě Belgie a Portugalsko, dále souvislá skupina zemí od Polska na severu, přes ČR, po Chorvatsko, Bulharsko a Turecko na jihu a 3 severoafrické státy: Maroko, Alžírsko a Tunisko. Na jeho vývoji se podílí asi 100 vědců z 15 zemí. Byla také navázána úzká spolupráce se „skandinávskou“ skupinou HIRLAM jejímž členy jsou také Nizozemsko a Španělsko.
V současnosti vzniká v rámci programu spolupráce ALADIN-2 celá rodina modelů pro modelování počasí na omezené oblasti s různou specializací.[zdroj?] Vedle dalšího vývoje modelu ALADIN/ALARO pro předpověď v celoevropském měřítku na 2 dny (s prostorovým krokem modelové sítě 5 až 10 km) vzniká v Météo-France model AROME, určený pro předpověď počasí na národních oblastech s velmi vysokým rozlišením (2,5 km). Pro studie regionálních dopadů klimatických změn se používá klimatická verze modelu.

## Výsledky
Výpočet modelu (předpověď) probíhá tak, že nejdříve se ve středisku Météo-France v Toulouse vypočte méně podrobný globální model ARPÉGE. Jeho výsledky se pak přenesou do jednotlivých členských zemí a zde se v modelu ALADIN zpřesňují pro konkrétní území. Rozlišení globálního modelu ARPÉGE je 15 km, rozlišení verze ALADIN, počítané v Českém hydrometeorologickém ústavu, bylo 4,7 km. Od roku 2019 se v ČR rozlišení modelu zvýšilo na 2,3 km. To znamená, že výpočetní síť modelu v horizontále nad pokrytým územím je 1069 x 853 bodů. Časový krok modelu činí 90 sekund a pro vypočítání předpovědi na 72 hodin je tedy potřeba spočítat 2880 kroků.
Hlavní výsledky jsou k dispozici 4× denně – v 0, 6, 12 a 18 h. – a předpovídají počasí vždy na následujících 54 hodin.
Výstupem (výsledkem) modelu jsou předpovědi řady fyzikálních parametrů atmosféry, z nichž se kreslí např. nejznámější 4 typy předpovědních map:
- teploty ve 2 m nad zemí
- srážky
- směr a rychlost větru
- oblačnost

Na základě těchto map a dalších výsledků se pak připravují vlastní předpovědí počasí a kreslí názornější mapy, které je pak možné vidět např. v televizním zpravodajství.